# Andrena hurdi
Andrena hurdi är en biart som beskrevs av Lanham 1949. Andrena hurdi ingår i släktet sandbin, och familjen grävbin. Inga underarter finns listade i Catalogue of Life.